# Бельченко, Андрей Терентьевич
Андрей Терентьевич Бельченко (1873, село Козловка Бобровского уезда Воронежской губернии — 1 февраля 1958, Сан-Франциско, США) — русский дипломат.

## Биография
Окончил четырёхклассную школу, а затем прогимназию и гимназию. В 1897 году окончил Восточный факультет Санкт-Петербургского университета по китайско-монголо-маньчжурскому отделению.
В 1897 поступил на правах вольноопределяющегося в 200-й пехотный Александро-Невский полк. Произведён в прапорщики запаса.
В 1898 году поступил на службу в Министерство иностранных дел. В 1899 г. направлен в Российскую императорскую дипломатическую миссию в Пекине в качестве студента-переводчика, где стал свидетелем Боксёрского восстания и участвовал в обороне дипломатического квартала Пекина. Был награждён орденом святого Владимира IV степени с мечами и серебряной медалью за поход в Китай. Получил также итальянский, японский, французский и два китайских военных ордена.
В 1902-1905 годах — секретарь и драгоман консульства в Ханькоу. В 1906-1909 гг. — консул в Инкоу. В 1910-1911 гг. — консул в Фучжоу. В 1912 году А.Т. Бельченко передал в Ботанический музей большую партию сортовых семян хлебных злаков.
В 1913-1914 гг. — консул в Кантоне.
В 1915 г. - назначен генеральным консулом в Ханькоу. Оставался на посту консула России до 1920.
После этого занял место советника по русским делам при комиссаре иностранных дел провинции Хубэй. Был избран представителем русской колонии в Ханькоу, которая в то время насчитывала несколько сот человек. В 1930-е годы исполнял также обязанности португальского почётного консула в Ханькоу.
В январе 1948 прибыл с супругой Анной Васильевной в США и поселился в Сан-Франциско. Был сотрудником Музея русской культуры и действительным членом Общества русских ветеранов. Скончался 1 февраля 1958 г. в Сан-Франциско.
Коллекция Бельченко - одна из самых больших и наиболее полных коллекций Музея русской культуры в Сан-Франциско. Она состоит, в основном, из дневников, записных книжек и тематических папок, которые представляют детальную картину жизни в Ханькоу в 1918-1946 гг.